# 1,3-二溴-2,2-二(溴甲基)丙烷
1,3-二溴-2,2-二(溴甲基)丙烷是一种有机化合物，化学式为C5H8Br4。它可由季戊四醇和氢溴酸、三溴化磷、溴乙酰溴或溴-三苯基膦体系反应得到；或由季戊四醇转化为季戊四醇四苯磺酸酯后，再与溴化钠反应得到。它可以用于合成亚甲基环丁烷或螺戊烷等化合物。